# Flash, el fotógrafo
Flash, posteriormente Flash, el fotógrafo, fue una serie de historietas creada por Raf para el número 7 de la revista "Gran Pulgarcito" de la Editorial Bruguera en 1969.

## Trayectoria editorial
Tras su publicación en la revista "Gran Pulgarcito", cuya portada solía ocupar y donde mantuvo el nombre de Flash, continuó, con su título definitivo, en otras revistas de la editorial: "Mortadelo", "Súper Mortadelo", "Súper Pulgarcito", "Mortadelo Especial", "Mortadelo Gigante", etc.

## Argumento y personajes
Flash es un reportero fotográfico, joven y melenudo (según la moda del momento), que trabaja para un periódico. Sus fotografías suelen ser un desastre para él y su jefe.

## Nots y referencias
1. 1 2  V. "Flash (fotografía)".
2. 1 2 3  Guiral (11/2007), p. 245.

- Datos: Q5862446